# Karlsruher Sport-Club Mühlburg-Phönix 2004-2005
Questa voce raccoglie le informazioni riguardanti il Karlsruher Sport-Club Mühlburg-Phönix nelle competizioni ufficiali della stagione 2004-2005.

## Stagione
Nella stagione 2004-2005 il Karlsruhe, allenato da Lorenz-Günther Köstner e Edmund Becker, concluse il campionato di 2. Bundesliga all'11º posto. In Coppa di Germania il Karlsruhe fu eliminato agli ottavi di finale dall'Arminia Bielefeld.

## Rosa
| N. |                      | Ruolo | Calciatore         |
| -- | -------------------- | ----- | ------------------ |
| 1  | Germania (bandiera)  | P     | Martin Fischer     |
| 2  | Sudafrica (bandiera) | C     | Bradley Carnell    |
| 3  | Germania (bandiera)  | D     | Kagli oswald       |
| 4  | Germania (bandiera)  | D     | Christian Kritzer  |
| 5  | Svizzera (bandiera)  | D     | Mario Eggimann     |
| 6  | Germania (bandiera)  | C     | Christian Hassa    |
| 7  | Germania (bandiera)  | C     | Ralf Becker        |
| 8  | Germania (bandiera)  | C     | Danny Schwarz      |
| 9  | Albania (bandiera)   | A     | Edmond Kapllani    |
| 10 | Marocco (bandiera)   | C     | Abderrahim Ouakili |
| 11 | Sudafrica (bandiera) | A     | Sean Dundee        |
| 12 | Germania (bandiera)  | C     | Jan Männer         |
| 13 | Germania (bandiera)  | C     | Michael Mutzel     |
| 14 | Germania (bandiera)  | P     | Markus Miller      |

| N. |                     | Ruolo | Calciatore              |
| -- | ------------------- | ----- | ----------------------- |
| 16 | Germania (bandiera) | D     | Martin Stoll            |
| 17 | Germania (bandiera) | C     | Timo Staffeldt          |
| 19 | Senegal (bandiera)  | A     | Mamadou Kante           |
| 20 | Ghana (bandiera)    | C     | Godfried Aduobe         |
| 21 | Grecia (bandiera)   | C     | Ioannis Masmanidis      |
| 22 | Germania (bandiera) | D     | Thomas Kies             |
| 23 | Germania (bandiera) | D     | Florian Dick            |
| 24 | Germania (bandiera) | D     | Carsten Rothenbach      |
| 25 | Germania (bandiera) | A     | Daniel Reule            |
| 26 | Germania (bandiera) | D     | Marcus Mann             |
| 27 | Bulgaria (bandiera) | C     | Aleksandar Mladenov     |
| 33 | Francia (bandiera)  | P     | Jean-François Kornetzky |
| 34 | Russia (bandiera)   | A     | Ivan Saenko             |
| 35 | Germania (bandiera) | A     | Sebastian Freis         |

## Organigramma societario
Area tecnica
- Allenatore: Edmund Becker
- Allenatore in seconda:
- Preparatore dei portieri: Peter Gadinger
- Preparatori atletici:

## Calciomercato

### Sessione estiva
| Acquisti | Acquisti                   | Acquisti         | Acquisti |
| R.       | Nome                       | da               | Modalità |
| -------- | -------------------------- | ---------------- | -------- |
| C        | Aleksandar Mladenov        | Hertha Berlino   |          |
| A        | Sean Dundee                | Austria Vienna   |          |
| A        | Abdul Iyodo                | Schalke 04 II    |          |
| A        | Edmond Kapllani            | Besa Kavajë      |          |
| D        | Christian Kritzer          | Jahn Ratisbona   |          |
| C        | Ioannis Masmanidis         | Bayer Leverkusen |          |
| C        | Michael Mutzel             | Stoccarda        |          |
| D        | Kagli oswald               | Duisburg         |          |
| C        | Danny Schwarz (calciatore) | Monaco 1860      |          |

| Cessioni | Cessioni         | Cessioni       | Cessioni |
| R.       | Nome             | da             | Modalità |
| -------- | ---------------- | -------------- | -------- |
| P        | Christian Adam   | Sandhausen     |          |
| A        | Conor Casey      | Magonza        |          |
| A        | Aydin Çetin      | Sakaryaspor    |          |
| C        | Marco Engelhardt | Kaiserslautern |          |
| C        | Charles Haffner  | Elversberg     |          |
| C        | Mladen Kašćelan  | OFK Belgrado   |          |
| D        | Milorad Popovic  | OFK Belgrado   |          |
| A        | Ralf Schmitt     | Nöttingen      |          |
| D        | Paweł Wojtala    | Lech Poznań    |          |
| D        | Michael Zepek    | Hoffenheim     |          |

### Sessione invernale
| Acquisti | Acquisti        | Acquisti            | Acquisti |
| R.       | Nome            | da                  | Modalità |
| -------- | --------------- | ------------------- | -------- |
| C        | Godfried Aduobe | Hansa Rostock       |          |
| C        | Bradley Carnell | Borussia M'gladbach |          |

| Cessioni | Cessioni    | Cessioni        | Cessioni |
| R.       | Nome        | da              | Modalità |
| -------- | ----------- | --------------- | -------- |
| A        | Abdul Iyodo | Wattenscheid 09 |          |

## Risultati

### 2. Bundesliga

#### Girone di andata
| Arbitro: | Wagner |

|                |           |             |
| Masmanidis 66’ | Marcatori | 90’ Popović |

| Arbitro: | Stark |

|                         |           |             |
| Hoffmann 47’ Köhler 51’ | Marcatori | 86’ Ouakili |

| Arbitro: | Sippel |

|                                                                  |           |  |
| Rothenbach 10’ (aut.) Blank 32’ Michalke 56’ Eggimann 74’ (aut.) | Marcatori |  |

| Arbitro: | Meyer |

|  |           |             |
|  | Marcatori | 82’ Feulner |

| Arbitro: | Wack |

|            |           |                        |
| Oswald 77’ | Marcatori | 27’ Kritzer 50’ Dundee |

| Arbitro: | Seemann |

|            |           |            |
| Dundee 69’ | Marcatori | 31’ Hagner |

| Arbitro: | Dingert |

|           |           |  |
| Keidel 5’ | Marcatori |  |

| Arbitro: | Schalk |

|                                |           |          |
| Freis 16’, 17’, 52’ Dundee 55’ | Marcatori | 6’ Kioyo |

| Arbitro: | Drees |

|          |           |            |
| Shao 63’ | Marcatori | 33’ Männer |

| Arbitro: | Kircher |

|                 |           |                         |
| Dundee 68’, 88’ | Marcatori | 30’ Feinbier 74’ Rösler |

| Arbitro: | Lupp |

|                          |           |                       |
| Fengler 45’ Paulinho 46’ | Marcatori | 22’ Männer 25’ Dundee |

| Arbitro: | Welz |

|            |           |  |
| Dundee 16’ | Marcatori |  |

| Arbitro: | Rafati |

|                     |           |  |
| Emmerich 58’ (rig.) | Marcatori |  |

| Arbitro: | Perl |

|           |           |  |
| Freis 10’ | Marcatori |  |

| Arbitro: | Kemmling |

|                                           |           |                      |
| Neitzel 2’, 23’ Richter 18’ Klingmann 64’ | Marcatori | 10’ Freis 33’ Männer |

| Arbitro: | Marks |

|  |           |                                  |
|  | Marcatori | 17’ Bugera 28’ Lottner 29’ Houdt |

| Arbitro: | Stachowiak |

|                                                 |           |            |
| Schröder 31’ Mokhtari 34’ Szélesi 58’ Hyský 70’ | Marcatori | 7’ Schwarz |

#### Girone di ritorno
| Arbitro: | Fröhlich |

|             |           |              |
| Schmidt 26’ | Marcatori | 71’ Eggimann |

| Arbitro: | Fandel |

|                                       |           |  |
| Saenko 36’ Masmanidis 55’ Schwarz 88’ | Marcatori |  |

| Arbitro: | Anklam |

|  |           |                  |
|  | Marcatori | 66’ (rig.) Pinto |

| Arbitro: | Gagelmann |

|                         |           |                                 |
| Springer 47’ Ebbers 52’ | Marcatori | 6’ Masmanidis 49’ (aut.) Bilica |

| Arbitro: | Fleischer |

|                   |           |               |
| Saenko 23’ (rig.) | Marcatori | 32’ Brinkmann |

| Arbitro: | Gagelmann |

|                     |           |            |
| Koen 28’ Ristau 45’ | Marcatori | 20’ Männer |

| Arbitro: | Welz |

|                             |           |                                                |
| Benčík 1’ Thiebaut 17’, 77’ | Marcatori | 13’ Saenko 22’ Aduobe 51’ Masmanidis 82’ Freis |

| Arbitro: | Schriever |

|            |           |              |
| Saenko 74’ | Marcatori | 89’ Agostino |

| Arbitro: | Grudzinski |

|          |           |  |
| Timm 26’ | Marcatori |  |

| Arbitro: | Sippel |

|                                     |           |  |
| Stoll 10’ Masmanidis 19’ Saenko 61’ | Marcatori |  |

| Karlsruhe 10 aprile 2005, ore 15:00 CEST 28ª giornata | Karlsruhe | 0 – 0 referto | LR Ahlen | Wildparkstadion (12 200 spett.)\| Arbitro: \| Brych \| |
| Arbitro:                                              | Brych     |               |          |                                                        |

| Arbitro: | Kemmling |

|                               |           |  |
| Copado 86’ (rig.) Vaccaro 90’ | Marcatori |  |

| Arbitro: | Rafati |

|  |           |           |
|  | Marcatori | 69’ Curri |

| Arbitro: | Albrecht |

|  |           |                        |
|  | Marcatori | 45’ Aduobe 55’ Schwarz |

| Arbitro: | Gräfe |

|                       |           |  |
| Stoll 6’ Kapllani 46’ | Marcatori |  |

| Arbitro: | Anklam |

|              |           |                                                     |
| Ivanović 77’ | Marcatori | 26’ Freis 34’ (aut.) Wehlage 78’ Dundee 90’ Schwarz |

| Arbitro: | Drees |

|                                      |           |                      |
| Rost 2’ (aut.) Schwarz 74’ Freis 90’ | Marcatori | 33’ Gunkel 45’ Şahin |

### Coppa di Germania
| Arbitro: | Welz |

|            |           |                               |
| Lavrič 34’ | Marcatori | 40’ (rig.) Ouakili 60’ Saenko |

| Arbitro: | Fandel |

|            |                      |              |
| Dundee 82’ | Marcatori            | 60’ Azaouagh |
|            | Tiri di rigore 3 – 0 |              |

| Arbitro: | Gagelmann |

|                                               |           |  |
| Skela 4’, 72’ Dammeier 50’ (rig.) Buckley 55’ | Marcatori |  |

## Statistiche

### Statistiche di squadra
| Competizione      | Punti | In casa | In casa | In casa | In casa | In casa | In casa | In trasferta | In trasferta | In trasferta | In trasferta | In trasferta | In trasferta | Totale | Totale | Totale | Totale | Totale | Totale | DR |
| Competizione      | Punti | G       | V       | N       | P       | Gf      | Gs      | G            | V            | N            | P            | Gf           | Gs           | G      | V      | N      | P      | Gf     | Gs     | DR |
| ----------------- | ----- | ------- | ------- | ------- | ------- | ------- | ------- | ------------ | ------------ | ------------ | ------------ | ------------ | ------------ | ------ | ------ | ------ | ------ | ------ | ------ | -- |
| 2. Bundesliga     | 43    | 17      | 7       | 6       | 4       | 23      | 15      | 17           | 4            | 4            | 9            | 23           | 32           | 34     | 11     | 10     | 13     | 46     | 47     | -1 |
| Coppa di Germania | -     | 1       | 0       | 1       | 0       | 1       | 1       | 2            | 1            | 0            | 1            | 2            | 5            | 3      | 1      | 1      | 1      | 3      | 6      | -3 |
| Totale            | 43    | 18      | 7       | 7       | 4       | 24      | 16      | 19           | 5            | 4            | 10           | 25           | 37           | 37     | 12     | 11     | 14     | 49     | 53     | -4 |

### Andamento in campionato
| Giornata  | 1 | 2  | 3  | 4  | 5  | 6  | 7  | 8  | 9  | 10 | 11 | 12 | 13 | 14 | 15 | 16 | 17 | 18 | 19 | 20 | 21 | 22 | 23 | 24 | 25 | 26 | 27 | 28 | 29 | 30 | 31 | 32 | 33 | 34 |
| --------- | - | -- | -- | -- | -- | -- | -- | -- | -- | -- | -- | -- | -- | -- | -- | -- | -- | -- | -- | -- | -- | -- | -- | -- | -- | -- | -- | -- | -- | -- | -- | -- | -- | -- |
| Luogo     | C | T  | T  | C  | T  | C  | T  | C  | T  | C  | T  | C  | T  | C  | T  | C  | T  | T  | C  | C  | T  | C  | T  | T  | C  | T  | C  | C  | T  | C  | T  | C  | T  | C  |
| Risultato | N | P  | P  | P  | V  | N  | P  | V  | N  | N  | N  | V  | P  | V  | P  | P  | P  | N  | V  | P  | N  | N  | P  | V  | N  | P  | V  | N  | P  | P  | V  | V  | V  | V  |
| Posizione | 7 | 13 | 18 | 18 | 16 | 15 | 16 | 14 | 13 | 14 | 13 | 13 | 14 | 11 | 11 | 13 | 17 | 16 | 14 | 15 | 14 | 13 | 13 | 13 | 14 | 14 | 14 | 14 | 16 | 16 | 14 | 14 | 11 | 11 |

Legenda:

Luogo: C = Casa; T = Trasferta. Risultato: V = Vittoria; N = Pareggio; P = Sconfitta.

### Statistiche dei giocatori
| Giocatore     | 2. Bundesliga | 2. Bundesliga | 2. Bundesliga | 2. Bundesliga | Coppa di Germania | Coppa di Germania | Coppa di Germania | Coppa di Germania | Totale   | Totale | Totale      | Totale     |
| Giocatore     | Presenze      | Reti          | Ammonizioni   | Espulsioni    | Presenze          | Reti              | Ammonizioni       | Espulsioni        | Presenze | Reti   | Ammonizioni | Espulsioni |
| ------------- | ------------- | ------------- | ------------- | ------------- | ----------------- | ----------------- | ----------------- | ----------------- | -------- | ------ | ----------- | ---------- |
| G. Aduobe     | 13            | 2             | 0             | 0             | 0                 | 0                 | 0                 | 0                 | 13       | 2      | 0           | 0          |
| R. Becker     | 0             | 0             | 0             | 0             | 0                 | 0                 | 0                 | 0                 | 0        | 0      | 0           | 0          |
| B. Carnell    | 13            | 0             | 2             | 0             | 0                 | 0                 | 0                 | 0                 | 13       | 0      | 2           | 0          |
| F. Dick       | 27            | 0             | 4             | 0             | 3                 | 0                 | 0                 | 0                 | 30       | 0      | 4           | 0          |
| S. Dundee     | 25            | 8             | 1             | 0             | 3                 | 1                 | 0                 | 0                 | 28       | 9      | 1           | 0          |
| M. Eggimann   | 25            | 1             | 3             | 0             | 3                 | 0                 | 1                 | 0                 | 28       | 1      | 4           | 0          |
| M. Fischer    | 4             | 0             | 0             | 0             | 1                 | 0                 | 0                 | 0                 | 5        | 0      | 0           | 0          |
| S. Freis      | 23            | 8             | 0             | 0             | 0                 | 0                 | 0                 | 0                 | 23       | 8      | 0           | 0          |
| C. Hassa      | 25            | 0             | 1             | 0             | 2                 | 0                 | 0                 | 0                 | 27       | 0      | 1           | 0          |
| A. Iyodo      | 7             | 0             | 0             | 0             | 1                 | 0                 | 0                 | 0                 | 8        | 0      | 0           | 0          |
| M. Kante      | 0             | 0             | 0             | 0             | 0                 | 0                 | 0                 | 0                 | 0        | 0      | 0           | 0          |
| E. Kapllani   | 15            | 1             | 1             | 0             | 2                 | 0                 | 0                 | 0                 | 17       | 1      | 1           | 0          |
| T. Kies       | 26            | 0             | 3             | 0             | 2                 | 0                 | 0                 | 0                 | 28       | 0      | 3           | 0          |
| J. Kornetzky  | 0             | 0             | 0             | 0             | 0                 | 0                 | 0                 | 0                 | 0        | 0      | 0           | 0          |
| C. Kritzer    | 25            | 1             | 9             | 0             | 2                 | 0                 | 1                 | 0                 | 27       | 1      | 10          | 0          |
| M. Mann       | 2             | 0             | 0             | 0             | 0                 | 0                 | 0                 | 0                 | 2        | 0      | 0           | 0          |
| I. Masmanidis | 31            | 5             | 5             | 0             | 3                 | 0                 | 2                 | 0                 | 34       | 5      | 7           | 0          |
| M. Miller     | 30            | 0             | 0             | 0             | 2                 | 0                 | 0                 | 0                 | 32       | 0      | 0           | 0          |
| A. Mladenov   | 12            | 0             | 4             | 0             | 2                 | 0                 | 0                 | 0                 | 14       | 0      | 4           | 0          |
| M. Mutzel     | 0             | 0             | 0             | 0             | 0                 | 0                 | 0                 | 0                 | 0        | 0      | 0           | 0          |
| J. Männer     | 30            | 4             | 8             | 0             | 1                 | 0                 | 1                 | 0                 | 31       | 4      | 9           | 0          |
| K. Oswald     | 17            | 0             | 1             | 0             | 3                 | 0                 | 0                 | 0                 | 20       | 0      | 1           | 0          |
| A. Ouakili    | 7             | 1             | 1             | 0             | 2                 | 1                 | 1                 | 0                 | 9        | 2      | 2           | 0          |
| D. Reule      | 5             | 0             | 0             | 0             | 0                 | 0                 | 0                 | 0                 | 5        | 0      | 0           | 0          |
| C. Rothenbach | 14            | 0             | 1             | 0             | 2                 | 0                 | 0                 | 0                 | 16       | 0      | 1           | 0          |
| I. Saenko     | 26            | 5             | 3             | 1             | 3                 | 1                 | 0                 | 0                 | 29       | 6      | 3           | 1          |
| D. Schwarz    | 24            | 5             | 3             | 0             | 1                 | 0                 | 0                 | 0                 | 25       | 5      | 3           | 0          |
| T. Staffeldt  | 3             | 0             | 0             | 0             | 0                 | 0                 | 0                 | 0                 | 3        | 0      | 0           | 0          |
| M. Stoll      | 32            | 2             | 4             | 0             | 3                 | 0                 | 1                 | 0                 | 35       | 2      | 5           | 0          |